# Axel Dauchez
Pour les articles homonymes, voir Dauchez.
Axel Dauchez, né le 3 juillet 1968 à Boulogne-Billancourt, est un entrepreneur français.

## Biographie

### Jeunesse
Axel Dauchez est né le 3 juillet 1968 à Boulogne-Billancourt (Hauts-de-Seine).

### Carrière
En 1998, il assume la présidence de BDDP & Tequila interactive,.
En 2002, il occupe le poste de directeur général du groupe MoonScoop.
En 2010, il est nommé directeur général de la plateforme de streaming musical Deezer,.
En 2014, il prend la présidence de Publicis France, et supervise la création de Viva Technology.
En 2016, Axel Dauchez cofonde avec Alicia Combaz la plateforme de mobilisation citoyenne Make.org et son fonds de dotation, Make.org Foundation.

## Distinctions
- Chevalier de la Légion d’honneur (le 18 avril 2014)[11]
- Officier de l'Ordre national du Mérite (le 15 novembre 2018)[12].